# 伊藤明子 (医師)
伊藤明子（いとう みつこ）は、日本の小児科医、公衆衛生専門医、通訳者。学位は公衆衛生学修士（専門職）（東京大学）。2児の母。

## 経歴・人物
9歳から14歳まで、父親の仕事の関係でイギリスに移住していた。東京外国語大学外国語学部イタリア語学科を卒業する。大学卒業後、会議の同時通訳者として活動する。有限会社アクエリアスを設立し、翻訳や会議通訳の他、国際会議運営業務などを行う。
帝京大学医学部医学科を卒業する。大学卒業後、東京大学医学部附属病院での臨床研修を経て、同病院の小児科に入局する。東京大学大学院医学系研究科公共健康医学専攻修了。同大学院医学系研究科公衆衛生学・健康医療政策学教室客員研究員を務める。
2017年、特定非営利活動法人ヘルシーチルドレン・ヘルシーライブス (Healthy Children, Healthy Lives) の代表理事および赤坂ファミリークリニックの院長となる。日本小児科学会、米国小児科学会、日本公衆衛生学会、日本統合医療学会、日本小児神経学会、日本内分泌学会、日本アロマセラピー医学会に所属している。

## 著作
- お料理好きのドクターがお届け！天然ヘルシー『調和食』レシピ（2013年 キラジェンヌ） ISBN 978-4-906913-08-4
- 小児科医がすすめる最高の子育て食（2018年 講談社） ISBN 978-4-06-220868-0